# Agnaldo Perugini
Agnaldo Perugini (Jacutinga, 7 de fevereiro de 1959) é um professor e político brasileiro, filiado ao Movimento Democrático Brasileiro (MDB). Ex-prefeito de Pouso Alegre por dois mandatos, é irmão do ex-prefeito de Hortolândia Angelo Perugini e ex-cunhado da deputada estadual Ana Perugini.

## Vida pública
Candidatou-se a prefeito de Pouso Alegre pela primeira vez em 2004, ficando em segundo lugar. Elegeu-se para o cargo em 2008, e em 2012 foi o primeiro prefeito da cidade a conseguir se reeleger.
Em 2013, integrou uma comitiva de políticos e empresários de São Paulo e Minas Gerais que foi à cidade de Xuzhou, na China, buscando investimentos para a região. As negociações levaram à construção de uma unidade da fabricante de máquinas pesadas XCMG em Pouso Alegre.
Após o fim do mandato em Pouso Alegre, já vivendo em Hortolândia, torna-se presidente do Instituto Angelo Augusto Perugini, que foi incorporado ao Instituto Nacional de Desenvolvimento Humano (INCAB) em 2024. No mesmo ano, já filiado ao MDB, candidatou-se a vice-prefeito de Hortolândia, mas renunciou à disputa após a Justiça Eleitoral impugnar a candidatura.
1. 1 2  https://divulgacandcontas.tse.jus.br/divulga/#/candidato/SUDESTE/SP/2045202024/250001943463/2024/61727
2. 1 2  «Candidato a vice, Agnaldo Perugini renuncia após impugnação pela Justiça Eleitoral de Hortolândia». Tribuna Liberal. 19 de setembro de 2024. Consultado em 16 de janeiro de 2025
3. 1 2  «Irmão de Perugini, atual prefeito de Hortolândia (SP) morre de Covid-19». Rede Moinho 24. 1 de abril de 2021. Consultado em 18 de janeiro de 2025
4. ↑  «Após morte de Perugini, família agradece mensagens de carinho, médicos e destaca 'legado de muito trabalho e esperança'». G1. 1 de abril de 2021. Consultado em 18 de janeiro de 2025
5. ↑  «UOL Eleições 2004». 7 de outubro de 2004. Consultado em 16 de janeiro de 2025
6. ↑  https://apuracao.terra.com.br/2008/1turno/mg/50490/index.shtml#prefeito
7. ↑  «Agnaldo Perugini (PT) é reeleito em Pouso Alegre, MG». G1. 7 de outubro de 2012. Consultado em 16 de janeiro de 2025
8. ↑  Para Perugini, população foi às urnas para afirmar que Pouso Alegre não pode retroceder. Gazeta do Vale, 6 de dezembro de 2012. Pág. 19
9. ↑  Agnaldo Perugini vai continuar na prefeitura. O Tempo, 7 de dezembro de 2012
10. ↑  Deputado Estadual Ulysses Gomes vai à China em busca de investimentos para o Sul de Minas. Tribuna Popular, 24 de setembro de 2013
11. ↑  Perugini visita canteiro de obras da XCMG ao lado do ex-ministro Fernando Pimentel Arquivado em 3 de março de  2016, no Wayback Machine.. Prime Imóveis, 6 de maio de 2014
12. ↑  Comitiva chinesa estuda novos aportes em Minas Gerais. CIMM, 8 de dezembro de 2014
13. ↑  «FOGO CRUZADO». 7 de agosto de 2022. Consultado em 18 de janeiro de 2025
14. 1 2  «Instituto Angelo Augusto Perugini é incorporado ao Instituto INCAB». Tribuna Liberal. 21 de março de 2024. Consultado em 18 de janeiro de 2025